# Four Freedoms-bloembakken
Four Freedoms-bloembakken is kunstzinnig straatmeubilair in Amsterdam-Zuid.
Het kunstwerk staat op de kruising van de Rooseveltlaan en Maasstraat. Zij bestaat uit vier bloembakken. Het initiatief daarvoor kwam van de Ondernemingsvereniging Maasstraat. Die vereniging bekeek met de plaatselijke GGZ of het mogelijk was meer vrijwilligers aan het werk te krijgen bij die ondernemers om te komen tot meer samenwerking en cohesie in de buurt. Stadsdeel Zuid werd ingeschakeld en het resultaat was dat de vier bloembakken konden worden gemaakt door Zuidwerkt, een project om werkzoekende Amsterdammers aan werkervaring te helpen. Specialistisch werk werd uitbesteed. Zo werd de belettering verricht door Pascal Gebert, een ondernemer met een CNC-freesapparaat, die de letters van beide straatnamen Maastraat en Rooseveltlaan in een art-deco-/Amsterdamse Schoolstijl uitsneed. Elke bloembak werd voorzien van een metalen plaquette, ontworpen door een studente van het Mediacollege. Aanvullende zaken kwam van de winkeliers.
Die plaquettes vermelden de vier vrijheiden, die Franklin Delano Roosevelt noemde tijdens zijn Four Freedoms-speech, gehouden tijdens de State of the Union in 1941. De weergegeven teksten zijn in het Amerikaans en Nederlands, vergezeld door een portret van Roosevelt. De teksten luiden:
- 1 (Amerikaans) Freedom of speech: Freedom of speech and expression – everywhere in the World
- 1 (Nederlands) Vrijheid van meningsuiting: De beste verdediging tegen aantasting van de democratie
- 2 (Amerikaans) Freedom of worship: Freedom of every person to worship God in his own way – everywhere in the World
- 2 (Nederlands) Vrijheid van godsdienst: Ons wapen tegen onverdraagzaamheid en fanatisme
- 3 (Amerikaans) Freedom from want: The most significant inspiration for the inclusion of the right to an adequate standard of living in the UDHR was the Four freedoms speech by US President Franklin Roosevelt
- 3 (Nederlands) Vrijwaring van gebrek: de belofte om hongersnood, armoede en epidemieën uit te roeien
- 4 (Amerikaans) Freedom of fear: a worldwide reduction of armaments to such a point and in such in thorough fashion that no nation will be in a position to commit an act of physical aggression against any neighbor
- 4 (Nederlands) Vrijwaring van vrees: een vrijheid die afhankelijk is van collectieve veiligheid, een begrip dat door de VS binnen de Verenigde Naties wordt uitgedragen.

De opening/onthulling vond plaats op 23 februari 2018.

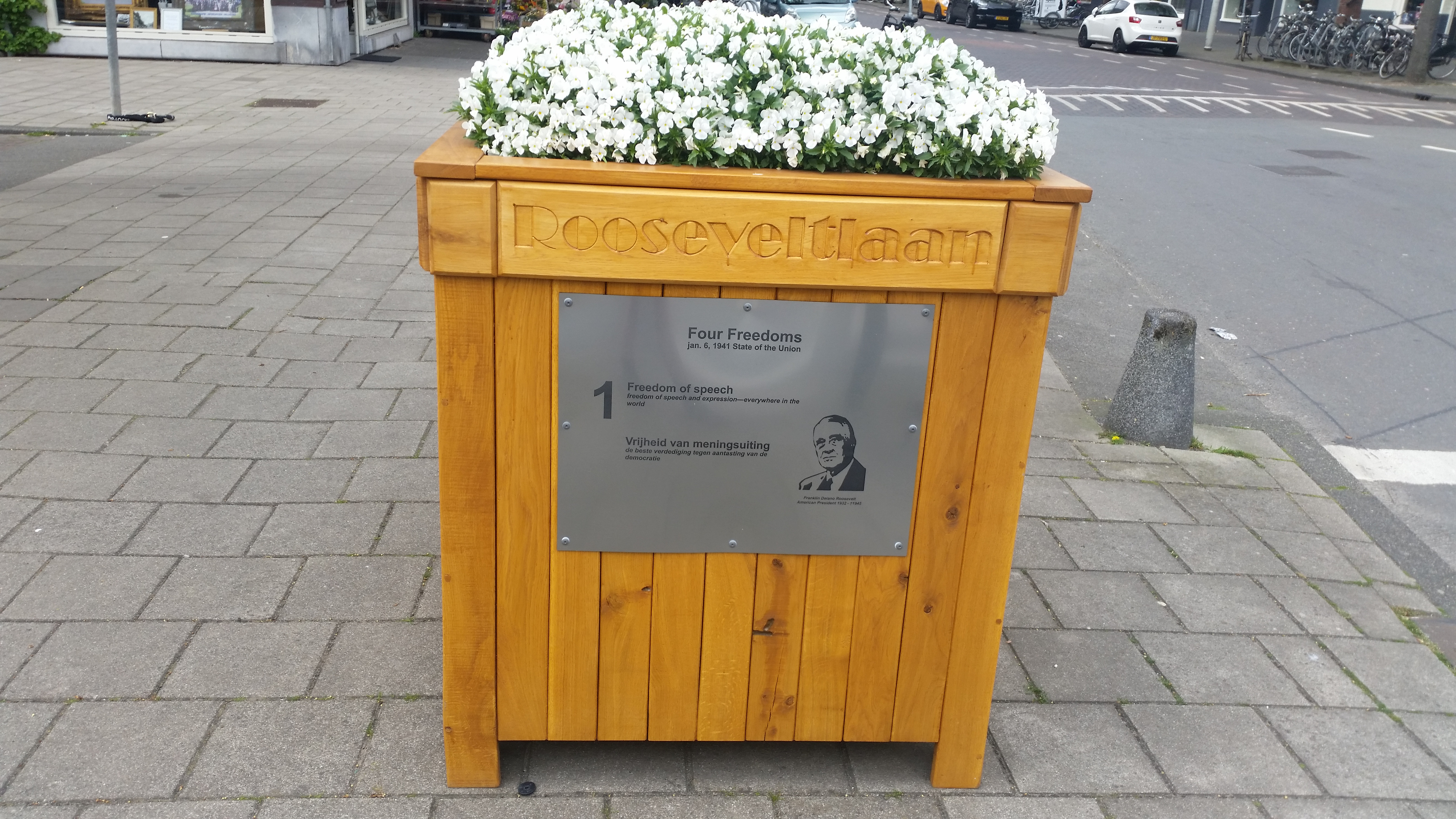
Freedom of speech
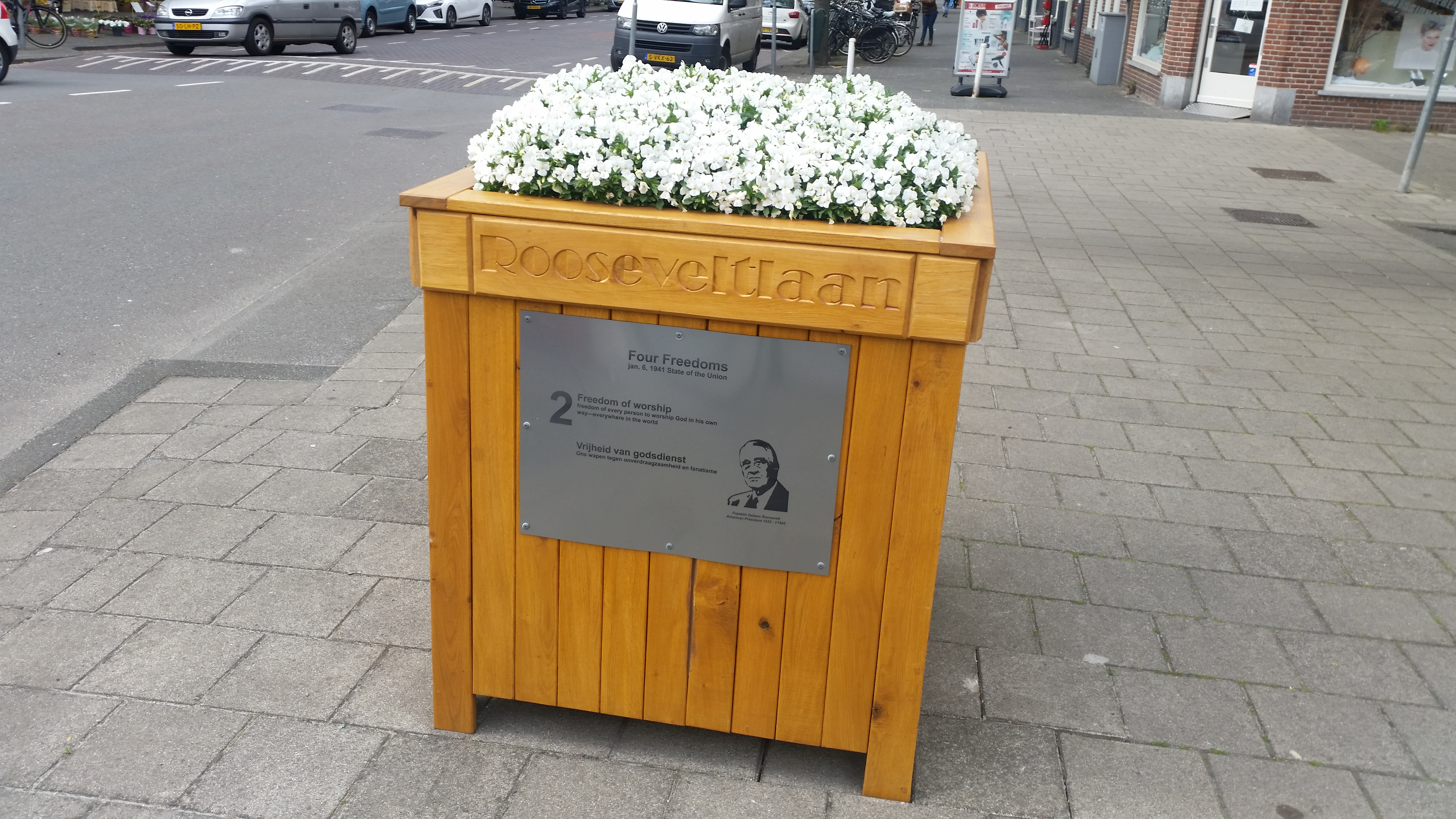
Freedom of worship
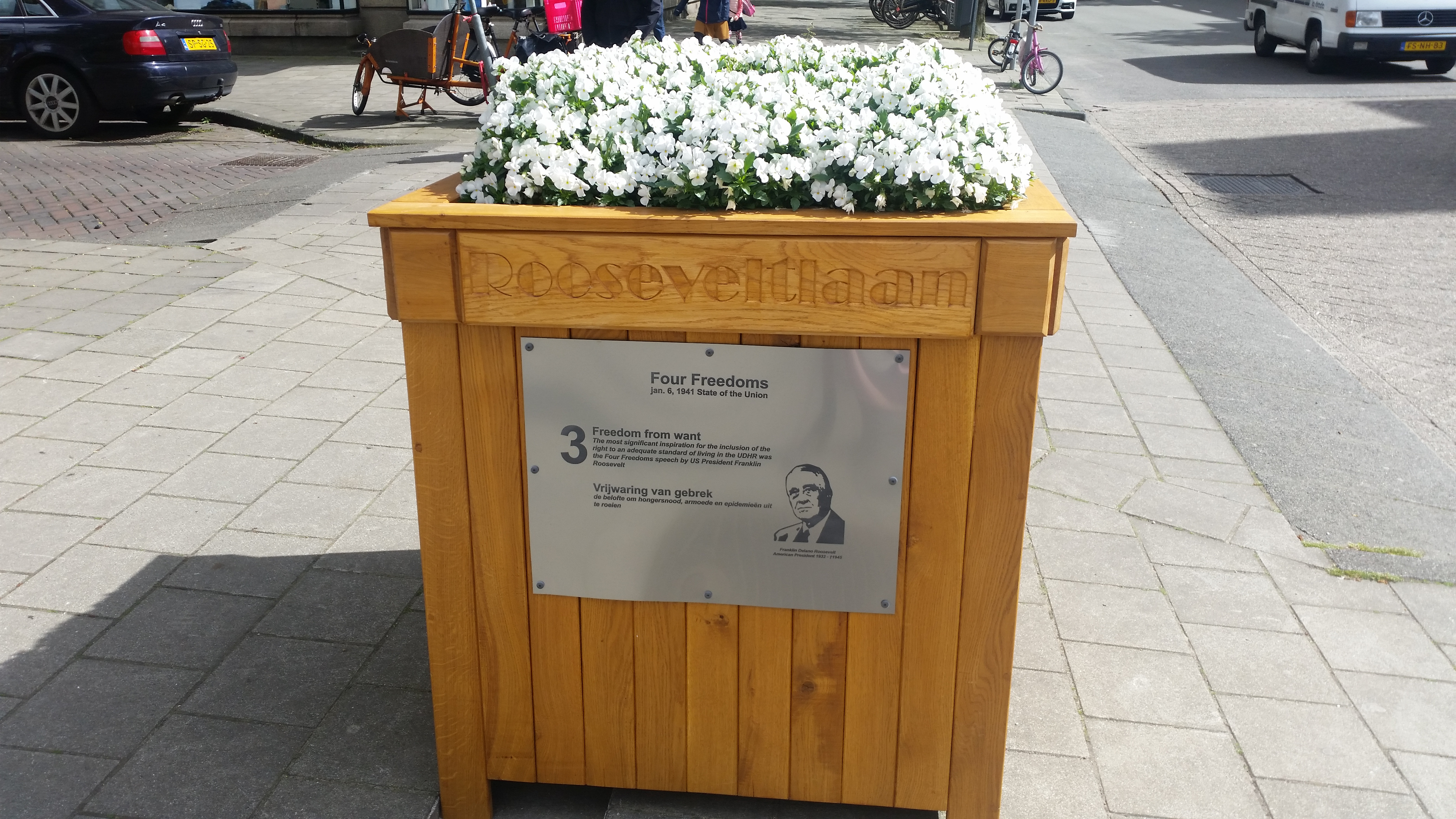
Freedom from want
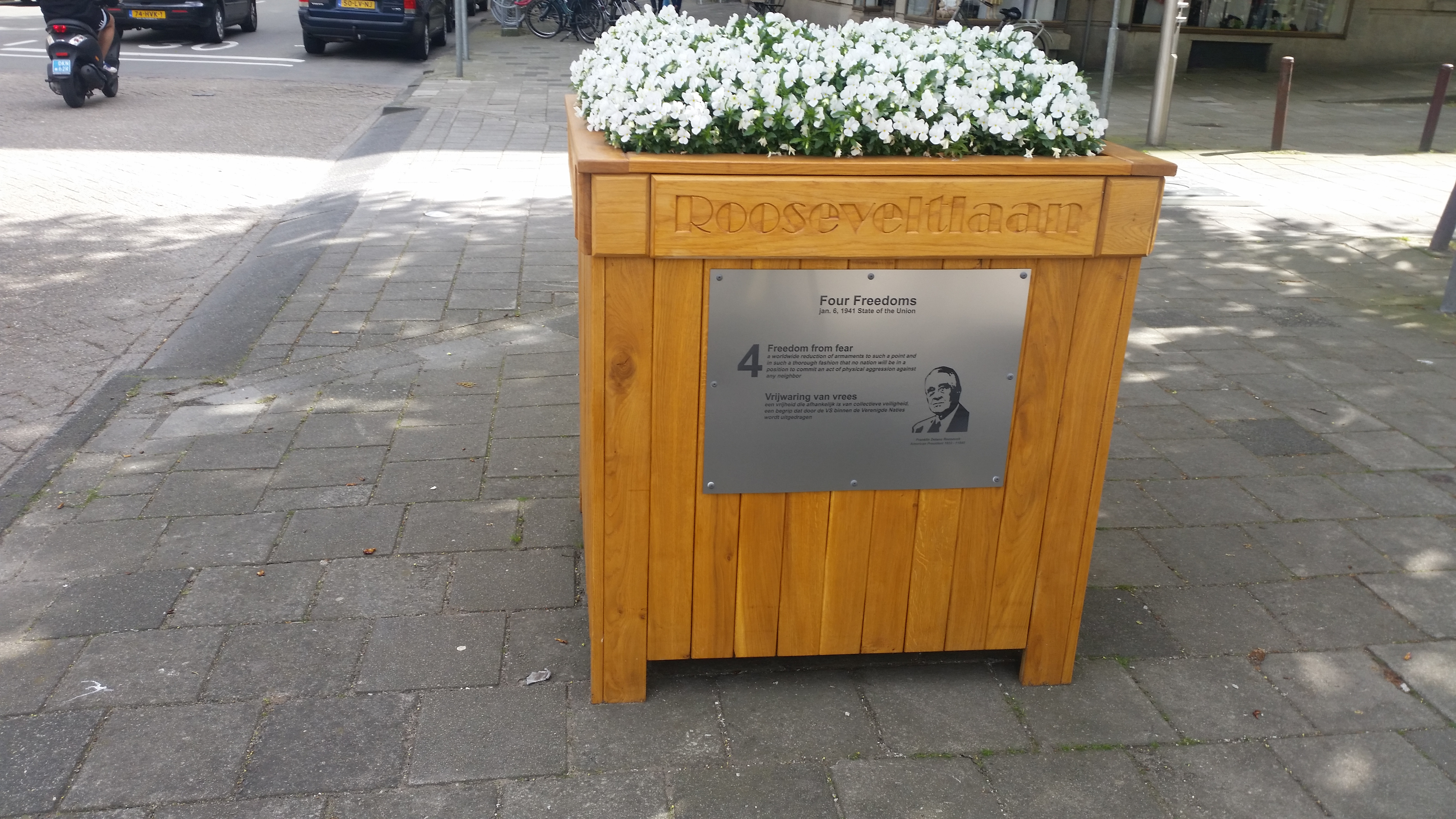
Freedom from fear